# Distribució de Dagum
La distribució de Dagum és una distribució de probabilitat contínua definida sobre nombres reals positius. Ha rebut el nom de Camilo Dagum, que la va proposar en una sèrie de treballs a la dècada del 1970. La distribució de Dagum va sorgir de diverses variants d'un nou model sobre la distribució de la quantitat de l'ingrés personal i s'associa principalment amb l'estudi de la distribució de la renda. Hi ha una especificació de tres paràmetres (tipus I) i una especificació de quatre paràmetres (tipus II) de la distribució de Dagum; un resum de la gènesi d'aquesta distribució es pot trobar a A Guide to the Dagum Distributions (Una guia de les distribucions de Dagum). Una font general de distribucions de mides estadístiques que sovint se cita en el treball amb la distribució de Dagum és Statistical Size Distributions in Economics and Actuarial Sciences (Distribucions de mida estadística en ciències econòmiques i actuarials).

## Definició
La funció de distribució acumulada de la distribució de Dagum (tipus I) és donada per
{\displaystyle F(x;a,b,p)=\left(1+\left({\frac {x}{b}}\right)^{-a}\right)^{-p}{\text{ per a }}x>0{\text{ on }}a,b,p>0.}
La funció de densitat de probabilitat corresponent és donada per
{\displaystyle f(x;a,b,p)={\frac {ap}{x}}\left({\frac {({\tfrac {x}{b}})^{ap}}{\left(({\tfrac {x}{b}})^{a}+1\right)^{p+1}}}\right).}
La funció quantil es dona per
{\displaystyle Q(u;a,b,p)=b(u^{-1/p}-1)^{-1/a}}
La distribució de Dagum es pot derivar com un cas especial de la distribució beta generalitzada II (una generalització de la distribució beta prima):
{\displaystyle X\sim D(a,b,p)\iff X\sim GB2(a,b,p,1)}
També hi ha una relació íntima entre la distribució de Dagum i la distribució de Singh-Maddala.
{\displaystyle X\sim D(a,b,p)\iff {\frac {1}{X}}\sim SM(a,{\tfrac {1}{b}},p)}
La funció de distribució acumulada de la distribució de Dagum (tipus II) afegeix un punt de massa a l'origen i després segueix una distribució de Dagum (Tipus I) sobre la resta del suport (és a dir, sobre la mitja línia positiva)
{\displaystyle F(x;a,b,p,\delta )=\delta +(1-\delta )\left(1+\left({\frac {x}{b}}\right)^{-a}\right)^{-p}.}

## Ús en economia
La distribució de Dagum s'utilitza sovint per modelar la distribució de renda i riquesa. La relació entre la distribució de Dagum (tipus I) i el coeficient de gini es resumeix a la fórmula següent:
{\displaystyle G={\frac {\Gamma (p)\Gamma (2p+1/a)}{\Gamma (2p)\Gamma (p+1/a)}}-1,}
on {\displaystyle \Gamma (\cdot )}és la funció gamma. Tingueu en compte que aquest valor és independent del paràmetre d'escala, {\displaystyle b}.
Tot i que la distribució de Dagum no és l'única distribució de tres paràmetres que s'utilitza per modelar la distribució de la renda, normalment és la més adequada.